# ジョン・レスリー (ポルノ男優)
ジョン・レスリー（John Leslie、1945年1月25日 - 2010年12月5日）は、長年プロデューサー・監督としても活躍を続けたアメリカ合衆国のポルノ男優。ペンシルベニア州ピッツバーグ出身。Louis T. Beagle、John Leslie Dupre、Frederick Watsonなどともクレジットされた。

## 来歴
1973年に『Sensuous Delights』でデビュー以来、レスリーは約300本のポルノ映画に出演し、男優として多数の賞を獲得している。彼はセカ、ケイ・パーカー、アネット・ヘブン、クリスティ・キャニオンなど同時代の著名なトップポルノ女優たちと共演した。最も注目に値する出演作は『私に汚い言葉を云って (Talk Dirty To Me)』（1980年）、『先天性アクメニアン (Nothing To Hide)』（1981年）、『もっと汚い行為（こと）をして (Talk Dirty To Me, Part II)』（1982年）である。
彼は監督に転身したポルノ男優の草分けの1人であった。監督デビュー作は1987年の『ナイト・シフト・ナース/白衣の猥褻たち (Nightshift Nurses)』。以来レスリーは『トリー・ウェルズ/カメレオン・レディ (The Chameleon)』（1989年）、『媚獣伝説/キャット・ウーマン (Curse of the Catwoman)』（1992年）、『飼われた女 (Dog Walker)』（1994年）、『Drop Sex』（1997年）、更にシリーズものの『Voyeur』、『Fresh Meat』、『Crack Her Jack』など90本以上のポルノ映画を監督した。彼は監督としても数多くの賞を獲得している。最近の仕事の多くが、アダルトビデオにおける現在の流行に合わせた『Fresh Meat』や『Crack Her Jack』シリーズのような「ゴンゾ」ものではあるが、レスリーは長編映画、あるいは「セックスドラマ」も撮り続けている。ごく最近の2007年、彼はブリアナ・ラブ (Brianna Love) を全面に押し出した映画『Brianna Love: Her Fine Sexy Self』を監督した。
1970年代初め、彼はミシガン州南東に拠点を置くバンド、ブルックリン・ブルース・バスターズのヴォーカリスト兼ハーモニカ奏者だった。ブルックリン・ブルース・バスターズは直ぐに出世して、ジョン・リー・フッカーやヴィクトリア・スパイビー（彼らは「おねえ」と呼んでいた）の東海岸のショーでバックで演奏した。また1973年のアナーバー・ブルース&ジャズ・フェスティバルでスパイビーのバックバンドを務めた。同じ頃レスリーは、しばらくミシガン州アナーバー のバー「Mr. Flood's Party」でバーテンダーとしても働いていた。
レスリーはAVN殿堂、 Legends of Erotica、XRCO殿堂のメンバーである。
2010年12月5日、心臓発作のために死亡。

## 受賞

### 男優として
- 1977年 AFAA 最優秀助演男優 『ネイクド・セックス (Coming of Angels)』[5]
- 1980年 AFAA 最優秀主演男優 『私に汚い言葉を云って (Talk Dirty To Me)』[5]
- 1980年 CAFA 最優秀主演男優 『私に汚い言葉を云って』[5]
- 1981年 AFAA 最優秀主演男優 『Wicked Sensations』[5]
- 1982年 AFAA 最優秀主演男優 『もっと汚い行為（こと）をして (Talk Dirty To Me, Part II)』[5]
- 1982年 CAFA 最優秀主演男優 『もっと汚い行為（こと）をして』[5]
- 1984年 AFAA 最優秀主演男優 『ハリウッド・スキャンダル/悦楽の昼と夜 (Dixie Ray Hollywood Star)』『ワイフ・スペシャル/堕ちる (Every Woman has a Fantasy)』（双方の映画で同時受賞）[5]
- 1985年 AFAA 最優秀助演男優 『タブー・セックス4/錯乱 (Taboo 4)』[5]
- 1985年 AVN 最優秀助演男優（映画） 『ファイヤーストーム/盲愛令嬢 (Firestorm)』[6]
- 1986年 XRCO 最優秀主演男優 『Every Woman has a Fantasy 2』[5]
- 1988年 AVN 最優秀主演男優 （映画） 『Firestorm 2』[6]
- 1988年 XRCO 最優秀主演男優 『タブー・クライマックス／獣芯 (Beauty and the Beast)』[5]

### 監督として
- 1987年 XRCO 最優秀監督（ビデオ） 『ナイト・シフト・ナース/白衣の猥褻たち (Nightshift Nurses)』[5]
- 1988年 XRCO 最優秀監督 『キャット・ウーマン/けもの技 (Catwoman)』[5]
- 1989年 AVN 最優秀監督（ビデオ） 『キャット・ウーマン/けもの技』[6]
- 1992年 XRCO 最優秀作品 『ワープ/背徳のメソッド (Chameleons: Not The Sequel)』[3]
- 1994年 XRCO 最優秀作品 『飼われた女 (Dog Walker)』[7]
- 1994年 XRCO 年間最優秀監督[7]
- 1995年 AVN 最優秀監督（映画） 『飼われた女』[6]
- 1995年 AVN 最優秀監督（ビデオ） 『Bad Habits』[6]
- 1997年 AVN Best All-Sex Release 『John Leslie's Fresh Meat 3』[6]
- 1997年 XRCO 年間最優秀監督[7]
- 1998年 AVN Best All-Sex Release 『John Leslie's Fresh Meat 4』[6]
- 1998年 XRCO 年間最優秀監督[7]
- 1999年 AVN Best All-Sex Release 『John Leslie's Fresh Meat 5』[6]
- 1999年 AVN 最優秀監督（ビデオ） 『The Lecher 2』[6]
- 2000年 AVN Best All-Sex Release 『The Voyeur 12』[6]

### その他
- 1989年 AVN 最優秀脚本（ビデオ） 『キャット・ウーマン/けもの技』（マーク・ワイスと共に）[6]
- 1995年 AVN 最優秀脚本（映画） 『飼われた女』[6]

## 文献
ニコラス・バルバーノ Nicolas Barbano 著『Verdens 25 hotteste pornostjerner（世界で最も人気の高い25人のポルノスター）』(デンマーク、ロシナンテ社 1999年 : ISBN 87-7357-961-0) 彼のために章が割かれている。